# Hadouken!
Hadouken! — британская группа, основанная в городе Лидс, графство Уэст-Йоркшир, Великобритания.
Группа образовалась после встречи Джеймса Смита и Дэниеля Райса в университете Лидса. Они начали заниматься собственным новым лейблом — Surface Noise Records. После начала работы лейбла Смит стал писать первые треки для Hadouken!. В феврале 2007 Hadouken! выпустили две композиции на виниле — «That Boy That Girl» и «Tuning In». Популярность к коллективу пришла после того, как их клип занял первую строчку в номинации New Musical Express на MTV.
После релиза микс-мини-альбома Not Here to Please You (12 ноября 2007 года) группа вернулась в студию, чтобы завершить свой дебютный альбом Music for an Accelerated Culture.

## История

### Формирование группы и первый альбомMusic For An Accelerated Culture(2006—2008)
Hadouken! была основана в г. Лидс в октябре 2006 вокалистом, автором песен и продюсером Джеймсом Смитом вместе с его девушкой-клавишницей Элис Спунер, гитаристом Дэниелом Райсом и ударником Ником Райсом.
Свой первый концерт ребята отыграли в Dirty Hearts Club, Саутэнд-он-Си 16 сентября 2006 года.
Ребята записали свои первые демо-треки и первые полгода своей карьеры выступали в Лидсе и Лондоне. В декабре 2006 Hadouken! взяли в свой коллектив басиста Криса Пюрселла.
Название Hadouken! берёт начало из атакующей комбинации в игре Street Fighter.
Группу впервые заметили в 2006. Успех пришёл в 2007 году. В январе 2007-го Майк Скиннер из The Streets предоставил группе первый радиоэфир, в котором был сыгран трек «That Boy That Girl» на радио BBC Radio 1, где группа была названа «новым отличным открытием». В феврале 2007 Hadouken! поняли, что значит понятие «интернет-феномен», описываемое как «дикая, ревущая работа гениев» (NME). Видео на данный трек было сделано другом группы Бобби Харлоу, который участвовал в номинации MTV Two/NME. Позже появился ремикс под названием «Tuning In» на альбоме Kitsuné Maison Compilation 4, который был выпущен на лейбле Kitsuné Music 7 мая 2007 года.

### For The Masses(2010)
Второй альбом, который получил название For the Masses, создавался в Голландии с драм-н-бейс-проектом Noisia, которые продюсировали этот альбом.
В августе группа выпустила мини-альбом MAD, который содержал 3 новых трека и 3 ремикса на трек «MAD». EP был выпущен в цифровом виде в сентябре. Второй студийный альбом группы, For The Masses, был выпущен 25 января 2010 года.
Группа представила свой новый сингл «Turn The Lights Out» 10 ноября 2009 года на MySpace.
25 января 2010 года, Hadouken! выпустила For The Masses, который за неделю достиг # 17 в британских чартах. Выход альбома сопровождал новый микс на песню Mic Check, который содержал в себе семплы из песни Тины Мура «Never Gonna Let You Go».
В мае 2010 года Hadouken! написал гимн для Великобритании Лейбористской партии в рамках подготовки к выборам 2010 года. Песня называется «Things Could Only Get Worse».
После выхода альбома ещё вышли 2 сингла, Mecha Love и Oxygen, которые в итоге вошли в бонус треки третьего альбома Every Weekend.

### Every Weekend(2013)
Весной 2012 года в сеть попали ознакомительные 2-минутные фрагменты 7 из 10 композиций будущего альбома. Утечка представляла собой образцы основного материала альбома, вошедшего в релиз без изменений за исключением частично переработанного трека Levitate.
17 декабря 2012 года на официальном сайте группы начался отсчёт до начала предзаказа на новый альбом под названием Every Weekend. Совместно с этим проводился конкурс на самую оригинальную фотографию связанную с клубным отдыхом. Большинство фотографий появлялись на главной странице сайта.
27 декабря появилась точная дата выхода альбома: 18 февраля 2013 года. В этот же день вышел микс, состоящий из песен с нового альбома. Так же в трек листе можно увидеть песни, которые выходили синглами в течение 2012 года.
Альбом вышел на их собственном лейбле 'Surface Noise Recordings', был прохладно воспринят критиками и охарактеризован как угождающий модным трендам в электронной танцевальной музыке с ещё большим отдалением от первоначального оригинального звучания группы.

## Состав группы
- James Smith (Джеймс Смит) — вокал
- Alice Spooner (Элис Спунер) — клавиши
- Daniel «Pilau» Rice (Дэниел Райс) — гитара, клавиши, бэк-вокал
- Christopher Purcell (Кристофер Пюрселл) — бас, клавиши, бэк-вокал
- Nick Rice (Ник Райс) — ударные, семплы

## Дискография

### Альбомы
- Music for an Accelerated Culture (2008)
- For the Masses (2010)
- Every Weekend (2013)

### Mixtapes
- Mixtape (2007)
- Not Here to Please You Mixtape (2008)

### EP (миньоны, мини-альбомы)
- Not Here to Please You (2007)
- Love, Sweat And Beer EP (2007)
- Live from London (2008)
- M.A.D. EP (2009)
- Parasite EP (2012)

### Синглы
- «That Boy That Girl» 2007
- «Liquid Lives» 2007
- «Leap of Faith» 2007
- «Get Smashed Gate Crash» 2008
- «Declaration of War» 2008
- «Crank It Up» 2008
- «Turn The Lights Out» 2009
- «Mecha Love» 2010
- «Bombshock» 2010
- «Oxygen» 2010
- «Parasite» 12 апреля 2012
- «Bad Signal» 2012
- «Levitate» 2013

### Невыпущенные треки
- «Hadoukestra» 2006
- «Superstar» 2006
- «Things Would Only Get Worse» 2010

## Награды
- BT Digital Music Awards
  - Лучший электронный исполнитель/диджей 2007 — номинированы
  - Лучший электронный исполнитель/диджей 2008 — получено